# Franciszek Gałecki (zm. 1760)
Franciszek Gałecki herbu Junosza (zm. 5 maja 1760) – kasztelan wieluński w latach 1750–1760, starosta bydgoski w latach 1710–1745.

## Życiorys
Niezwykle skąpe są dane o jego życiu i działalności. Był synem Franciszka Zygmunta Gałeckiego. 
6 września 1710 r. otrzymał drogą cesji, zatwierdzonej przez króla Augusta II Mocnego starostwo bydgoskie. Cesja nastąpiła w katastrofalnym dla Bydgoszczy okresie wojny północnej 1700–1721. Miasto znajdowało się na linii marszu wojsk różnych narodowości, które w czasie postojów i kwaterunków nakładały kontrybucje, dopuszczały się gwałtów i rabunków. Towarzyszące wojnie zarazy lat 1708–1711, najstraszniejsze w dziejach miasta, doprowadziły do jego wyludnienia. Tej postępującej ruinie nie był w stanie zapobiec starosta Franciszek Gałecki. 
2 stycznia 1745 przekazał za zgodą króla Augusta III starostwo bydgoskie swojemu synowi Ignacemu. W 1750 r. otrzymał nominację na kasztelana wieluńskiego i urząd ten pełnił do 1760 r.